# Acetamiprida

Acetamiprida

A Acetamiprida é um neonicotinoide de primeira geração, sistémico que actua por contacto ou ingestão. Sua fórmula química é C10H11ClN4